# Mongolia ai XXI Giochi olimpici invernali
La Mongolia ha partecipato ai XXI Giochi olimpici invernali di Vancouver, che si sono svolti dal 12 al 28 febbraio 2010, con una delegazione di 2 atleti.

## Sci di fondo
| Gara                   | Atleta                    | Tempo d'arrivo | Posizione |
| ---------------------- | ------------------------- | -------------- | --------- |
| 15 km a tecnica libera | Khurelbaatar Khash-Erdene | 42'27"4        | 87        |

| Gara                   | Atleta                  | Tempo d'arrivo | Posizione |
| ---------------------- | ----------------------- | -------------- | --------- |
| 10 km a tecnica libera | Erdene-Ochir Ochirsuren | 32'56"1        | 74        |